# 劉允斌
劉 允斌（りゅう いんひん、1925年 - 1967年11月21日）は、中華人民共和国の核化学者であり、劉少奇の長子である。

## 生涯
1925年に江西省萍郷市安源で劉少奇とその2番目（実質的には最初）の妻の何宝珍（何葆貞）の長男として生まれた。2歳の時に、湖南省寧郷県にある父の実家に送られ、ここで1938年まで育てられた。1938年7月、中国共産党によって延安に連れて来られ、ここで父と再会した。同年秋、13歳の劉は延安保育小学に入学した。1939年、中国共産党中央委員会は革命家の子供たちをソビエト連邦（ソ連）に留学させることを決定し、劉允斌と妹の劉愛琴がソ連に派遣された。1939年11月、彼らは、モニノにある国際児童院に到着した。ここにはすでに、毛沢東の子の毛岸英と毛岸青の兄弟がいた。ここで1学期学習した後、モスクワから約300キロメートル離れたイヴァノヴォに移り、ソビエト連邦の国際革命戦士救援協会が運営するインタードーム（国際子供の家）で学習した。独ソ戦が始まって間もなく、イヴァノヴォ市民は1日にわずかな黒パンしか手に入らなくなり、冬には石炭や薪で暖房をすることもできなくなった。インタードームにいた劉も、1日の食事は食パン半分と塩につけた小さなジャガイモ数個だけとなった。それでも劉は、荒地を開拓したり、木を切って薪を運んだりするなどのインタードームのための仕事に積極的に参加し、また、最前線の赤軍の兵士のために献血することも率先して行った。そして、インタードームの生徒会のリーダーの1人に選ばれた。その後すぐに劉は、ソ連のコムソモールに参加した。
1945年に高校を卒業して、モスクワ鉄鋼大学に入学し、製錬を専攻した。またこの年、ソ連共産党に入党した。大学を卒業後、モスクワ大学大学院に優等生として入学し、核物理学を専攻、1955年に準学士号を取得した。
1957年10月、劉は中国に帰国した。中南海にある父の家で数日過ごした後、北京の中心部から約50キロメートル離れた房山県に移り、中国初の核兵器研究機関である中国原子能科学研究院（401所）に入所した。熱核材料の分野の研究を行い、准研究員という肩書を得た。1959年、中ソ関係が悪化し、ソ連が中国に原爆の模型や技術情報を提供することを拒否したため、中央政府は原子能科学研究院とメーカーと統合し、工場と研究所を合体させて、一刻も早く原爆を開発することを決定した。1961年、原子能科学研究院第一研究所のスタッフの一部が中国核燃料部品工場（202廠）に移管され、劉の部品プロセス研究所が統合されて第二研究室が設立された。劉は1962年の冬に内モンゴル自治区包頭の202廠に赴任し、熱核物質研究を担当する第二研究室が設立された。その後すぐに、劉は上司から第二研究室主任に任命された。1964年10月16日、中国初の原爆の起爆に成功した。
1966年に文化大革命が始まると、劉は清掃などの仕事に従事させられた。父・劉少奇が事実上失脚すると、劉は202廠で「劉少奇的黒孝子」（劉少奇の黒子）、「蘇修特務」（ソ連修正主義の工作員）、「走資派」などと書かれたプラカードを掛けさせられ、暴力や暴言を受けた。
1967年11月21日、劉は202廠内の家族が住む家の北側の線路に身を伏せて自殺した。
1978年、202廠で追悼式が行われた。父である劉少奇は、それから2年後の1980年2月の共産党第11期5中全会で名誉が回復された。

## 私生活
ソ連留学中に劉は現地のマーラ・フェドートワと結婚し、息子アレクセイ（中国名 劉維寧）と娘ソーニャをもうけた。1957年に劉が帰国した後、1958年にマーラも中国に渡ったが、中国での生活には馴染めず、最終的に離婚した。マーラは2人の子供と共にモスクワで生活した。その後、劉は中国人の李妙秀と結婚し、劉維則と劉維東の2人の息子をもうけた。